# 78式无后坐力炮
78式无后坐力炮（英語：PW-78，以下简称为PW-78）是一款由中国北方工业公司为了向中国人民解放军（以下简称为解放軍）步兵部队提供了一种快捷而且直接的火力支援，并且击毁輕型坦克、装甲运兵车或碉堡等目标而研製和生產的82毫米口徑滑膛式无后坐力炮系統，发射82毫米炮弹。
78式是在65式上进行一些修改的改进版。78式已经大量而显著地装备解放军地面部队，而且目前仍在一些Ｂ级单位和预备役部队中服役。該型无后坐力炮正开始被98式反坦克火箭筒所取代。

## 歷史
新中国成立后，中国军工部门对缴获的美制无后坐力炮进行研究、试验，开始着手无后坐力炮的仿制工作。1952年，仿制成功52式57毫米无后坐力炮和52式75毫米无后坐力炮（后来改进为56式、56-1式、56-2式75 毫米无后坐力炮），并开始大量生产并装备部队。52式57毫米、75毫米无后坐力炮在朝鲜战争、中印边境战争中发挥了重要作用，但由于这些产品是仿制品，技术设计方面并无改进，并且由于当时中国工业水平落后，这些火炮存在很多不足。
1958年夏秋之际，中国第一研究所的科技人员针对在朝鲜战争中战场上使用的57毫米、75毫米无后坐力炮暴露出的问题，提出研制“轻型无后坐力炮”的设想。当时担任所长的吴运铎在设计研制方案的讨论会上指出：“无后坐力炮作为连、营的火炮配置，设计上一定要突出一个‘轻’字，要减轻炮重，提高威力……斤斤计较不够，必须两两计较。”
经过几年的研究，中国于1965年研制出自主设计的65式82毫米无后坐力炮，其直射距离293公尺（546.81码），命中角25°时破甲厚度为125毫米。为进一步加强步兵营、连反坦克装甲能力，1978年，中国华京工程学院又开始立项研制新一代无后坐力炮，经过由祝榆生所领导的团队的科技人员的努力攻关，于1981年研制成功78式82毫米无后坐力炮并批量生产装备部队，后来为规范武器装备的名称，其名称改为PW-78式82毫米无后坐力炮。
PW-78式82毫米无后坐力炮投入部队使用后暴露出开闩力过大，不便于对运动目标射击等缺点。针对暴露出的问题，中国对PW-78式82毫米无后坐力炮的炮闩、击发机等进行改进，于1990年12月定型了PW-78A式82毫米无后坐力炮；随后又进一步改进，于1993年2月定型了PW-78B式82毫米无后坐力炮。
PW-78在中国人民解放军正开始被98式反坦克火箭筒所取代，但目前仍在一些Ｂ级单位和预备役部队中服役。而且也透过中国北方工业公司出口到国外。

## 与65式无后坐力炮的区别
PW-78与65式无后坐力炮相比，两者的主要区别如下：
1. 两者的开闭锁方式不同。65式无后坐力炮炮闩与炮尾采用断隔螺纹配合实现开闭锁，而PW-78是在炮尾左侧设有两个斜形突起，与炮闩的开闩杆缺口配合实现开闭锁，其开锁更为方便。
2. 两者炮闩的打开方向不同。65式无后坐力炮打开炮闩时，炮闩位于炮尾下方，PW-78打开炮闩时，炮闩位于炮尾右侧。
3. 两者开闩手柄上所设的压杆位置不同。65式无后坐力炮的压杆设在开闩手柄侧面，手用力握闩柄时将压杆压入闩柄内，才能推动闩柄向右旋转45°，解脱断隔螺纹的锁定，向下打开炮闩。PW-78的压杆设在闩柄内部中心位置，压杆的上端突出于闩柄上端面，用拇指下压压杆的同时逆时针转动闩柄，将炮闩向右打开，这种方式操作较顺手。

此外，PW-78式无后坐力炮与65式的全炮长、全炮质量、握把形状、击发机结构、炮架结构等也有所不同，加工工艺性也有所提高。
根据部队使用意见反馈，科研人员进行进一步改进，推出PW-78A式无后坐力炮，其在PW-78式无后坐力炮基础上主要有如下改进：一是在开闩手柄上增设了开闩臂，利用物理上的力矩省力原理，减小了炮闩开闩力，开闩力由105牛頓减少到20牛頓。二是高低机的转轮力由10牛頓减少到了5牛頓，方向机的转轮力由10牛頓减少到了8牛頓。三是炮架的三条架腿由单独调整改为联动调整。这些改进使得无后坐力炮的结构更加合理，更便于操作使用，对于提高作战效能具有重要作用。
此后推出的PW-78B式无后坐力炮对PW-78A式进行了进一步优化，主要是增设了软绳击发机构和多用支架。前者便于炮手操控无后坐力炮，增强对运动目标追随射击的能力，提高命中率；后者可增强炮手肩炮射击的稳定性。
65式无后坐力炮配有破甲弹和杀伤弹，破甲弹的直射距离为300公尺（328.08码），最大速度247米／秒，破甲威力为120毫米／65°，杀伤弹密集杀伤半径不小于20公尺（21.87码）。而PW-78系列无后坐力炮配有增程破甲弹、杀伤弹、杀伤燃烧弹。增程破甲弹的直射距离为484公尺（529.31码），最大速度260米／秒（853.02英尺／秒），破甲威力为150毫米／65°，垂直破甲厚度可达354.9毫米。杀伤弹用于杀伤敌暴露的有生目标，初速200米／秒（656.17英尺／秒），有效射程为2,000公尺（2,187.23码），密集杀伤半径不小于20公尺（21.87码）。杀伤燃烧弹的性能诸元与杀伤弹的基本相同，但当该弹爆炸后，能产生燃烧效应，对目标区内的有生力量及易燃物品造成复合杀伤和纵火燃烧的效果。

## 设计细节
PW-78、PW-78A及PW-78B的结构组成基本相同，主要由炮身、炮闩、击发机、炮架、瞄准装置、三腳架和附件组成。该炮可在三脚架的辅助下发射，或在炮手的肩膀上发射。

### 炮身
炮身由身管、炮尾组成，身管与炮尾以螺纹连接。
身管
其身管为壁厚从前向后逐渐增厚的空心圆筒。身管内部为滑膛式，后部为药室。药室用于装填炮弹，药室内壁上设有3 根导条，用于炮弹在膛内开始运动时起导向作用，药室内壁直径较大处用于提供发射药燃烧、火药气体膨胀的空间。身管外部多处设有燕尾突起，从前向后分别用于固定准星、表尺、击发机、瞄准镜固定器、高低机连接座、提把座和护板座。其中，提把座用于安装提把，提把供短距离运动时提炮，提把座内装有弹簧、钢珠，当提把竖起时钢珠在弹簧的作用下即卡入提把的圆孔内使其处于竖起状态，不使用提把时可将其放倒，置于身管外壁上。提把座下方两侧的柱形凸起为炮耳轴，用于将身管与炮架进行连接。护板座用于安装护板，护板在肩射或扛炮转移时用作肩垫，炮弹发射时可防止身管烫伤炮手。而身管的口部端面刻有十字刻线，用于检查瞄准镜零线时粘贴炮口十字线。
炮尾
炮尾以螺纹连接于身管的后端。其外部右侧设有两个连接耳，用于与炮闩的两个连接耳配合，闩轴穿入连接耳中，使炮闩连接在炮尾上并能向右旋转开闩。炮尾左侧设有两个斜形凸起，与炮闩的开闩杆缺口配合以关闭炮闩。炮尾上方的检查座用于检查瞄准装置零位时放置象限仪，下方的两个支耳用于安装不到位保险装置。

### 炮闩
炮闩位于炮尾后方，主要用于抵住炮弹、击发底火，发射时使火炮所受到的向前与向后的作用力平衡，以保持火炮的稳定。其由闭锁装置、调孔装置、击发装置、不到位保险装置组成。
闭锁装置
闭锁装置由闩体、闩柄等组成。闩体是连接炮闩各部机件的主体。闩体内设有隔断件，隔断件使闩体形成上下两个空腔，这两个空腔是火药燃气的后喷口。闩体外部左侧设有开闩手柄。闩柄由玻璃钢強化塑料制成，压杆突出于闩柄上端。开闩时，压下压杆，并向右转动闩柄，可打炮闩。此时，闩体右侧的两个连接耳以其突肩推压位于炮尾上的击锤并压缩击锤簧，以储备击发能量。
调孔装置
调孔装置由调孔板、喷管组成。调孔板用限制螺旋接在闩体隔断件前方，用于控制火药燃气后喷口的大小。当火药燃气后喷的动量与火药燃气向前推动弹丸的动量相等时火炮即无后坐，但发射一定数量的炮弹后，调孔板因被烧蚀而使后喷口增大，喷出的火药燃气也增多，火炮即产生前冲并影响射击精度。因此必须注意及时更换调孔板。喷管呈喇叭形，以内螺纹拧于闩体后端。其用于控制火药燃气后喷的角度大小，以减小炮后危险界。
击发装置
击发装置由限制螺、击针、击针杠杆机构、击锤筒、击锤簧、击锤等组成。限制螺旋接于闩体隔断件的前端，用于固定调孔板和连接击针，击针装于限制螺中心孔内。击针前部有一环形凸起，用于击发时抵住限制螺的内平面以限制击针的行程（即击针突出量）；后部设有一方形通孔，击针杠杆的头部插入方孔内以拨动击针；中部的4个凹槽为火药残渣槽。击针杠杆机构由击针杠杆、支架、回针簧组成，用于拨动击针击发，击发后并使击针缩入限制螺内。击针杠杆插入支架内；回针簧装于击针杠杆与支架的后端，用于使击针杠杆拨动击针，使击针恢复原位。击锤筒固定在炮尾右侧两个连接耳的前部，击锤及击锤簧装于击锤筒内。击发时，击锤上的杆形突起以其端面撞击击针杠杆。开闩时，闩体右侧两个连接耳的突肩抵于击锤的楔形突起上，以压缩击锤簧储备击发能量。
不到位保险装置
该炮设有两套不到位保险，一套设于炮尾下方的两个支耳上；另一套设干闩柄座后部。装于炮尾下方两个支耳上的不到位保险装置中设有保险栓，保险栓上的半圆部用于开闩后卡入阻铁杆下部的半圆凹部内，以形成关闩不到位不能击发保险状态。设于闩柄座后部的不到位保险装置，由拉杆、拉杆簧、杠杆、保险杆等组成。开闩时，拉杆在开闩杆下部缺口的作用下向后移动并压缩拉杆簧，拉杆向后移动，带动杠杆转动，杠杆带动保险杆向右移动，以挡住击针杠杆，形成保险状态；关闩到位时，拉杆在拉杆簧的作用下带动杠杆转动，杠杆带动保险杆向左移动，以解脱对击针杠杆的限制，此时可击发炮弹。

### 击发机
PW-78B的击发机由前击发机、后击发机及软绳击发机组成。发射时，炮手操作任何击发机均可实现击发。但要说明的是，操作前击发机或软绳击发机，均是通过带动后击发机而实现击发的。
前击发机
前击发机主要用于肩射时操纵击发，其由扳机体、前扳机、调整螺、拉杆及保险机构等组成。保险机构由保险栓、保险簧与保险销组成。
扳机体用于安装前扳机的各种零件，其通过燕尾槽装于炮身中部下方的燕尾突起上。前扳机后部设有弧形杆，用于与保险栓配合，起到保险作用。保险栓设在扳机体后部的孔内，其中部设有缺口。当向右推保险栓到位时，保险栓缺口与前扳机后部的弧形杆错开，使前扳机不能被扣动，击发机处于保险状态；当向左推保险栓到位时，保险栓缺口与前扳机后部的弧形杆对正，即可扣到前扳机。保险簧与保险销设在保险栓上部的扳机体内，保险栓上有2个锥孔，推动保险栓，保险销在保险簧的作用下，其头部卡入保险栓的不同锥孔内，使保险栓分别处于“保险”、“待击”位置。调整螺用于调整拉杆的长度，从而调整前扳机行程。拉杆的前端与调整螺旋接，后端与后击发机的连接头相连。
扣动前扳机时，拉杆带动后击发机的连接头向前移动，从而使后击发机带动阻铁向下移动，击针被解脱，实现击发动作。
后击发机
后击发机由扳机座、后扳机、推杆、护管、保险机构及击发联动机构等组成。保险机构由保险板、钢珠及弹簧等组成。击发联动机构由击发杠杆、阻铁杆、拨动子、压杆及压杆簧等组成。
扳机座通过两个螺钉固定在炮身右侧，其下方设有后扳机及保险板，后方设有护管及推杆。推杆及推杆簧设在在护管内。后扳机及保险板上均设有凹槽，用于卡入软绳击发机的钢丝绳。保险板的上部设有2个锥孔，内装弹簧、钢珠，钢珠在弹簧的作用下卡入扳机座不同的锥孔内，使保险板分别处于“保险”、“待击”位置。将保险板向前扳到平行于炮身（即“保险”）位置时，保险板上部即抵住后扳机，此时不能向前推动后扳机而形成保险状态。将保险板扳到垂直于炮身（即“待击”）位置时，可实施击发。
后扳机实现击发的动作是：推压后扳机，推杆后端推动击发杠杆长支臂，击发杠杆绕其轴转动，其短臂向下拨动阻铁杆，阻铁杆下压拨动子，拨动子转动并向上顶起压杆。当阻铁杆向下运动至解脱对击锤的卡滞时，击锤簧伸张，推动击锤高速向后运动，其杆形突起撞击击针杠杆的后部，击针杠杆绕其轴转动，其头部拨动击针向前撞击炮弹底火。击锤完成击发后被压杆与闩体连接耳共同挡住。开闩时，闩体连接耳下方斜形面向下压压杆，从而使拨动子转动，拨动子向上顶起阻铁杆以卡住处于待击状态的击锤。关闭炮闩，操作扳机，从而实现下一个击发循环。
软绳击发机
为便于对运动目标进行追随跟踪瞄准，并快速实施击发动作，PW-78式无后坐力炮设有软绳击发机，其由握柄、扣柄、软管、软管卡头、钢丝绳、紧固头、紧固螺母及支板等组成。握柄上设有两个片状突起，以便炮手握持和实施击发动作。握柄轴用螺钉与方向机手轮相连接，握柄轴上设有扣柄，扣柄的侧面连接有软管及钢丝绳。软管的另一端设有软管卡头，其卡入支板上的凹槽内。钢丝绳的另一端穿过后扳机下部的凹槽，用紧固头及紧固螺母固定在后扳机后部。
使用软绳击发机之前，必须试击发，调整软绳长度，以保证击发行程。软绳过短，容易提前击发，造成走火；软绳过长，难以实现击发。调整时，拧松紧固螺母，移动紧固头在软绳上的位置，直至击发可靠为止。
对运动目标跟踪瞄准时，炮手左手转动高低机，右手握住软绳击发机的握柄并且拇指轻放在扣柄上，转动握柄可带动方向机对运动目标进行追随跟踪。击发时，右手拇指与食指用力捏扣柄与握柄上的片状突起，钢丝绳被拉动，从而带动后扳机向前移动，实现击发。

### 炮架
炮架是无后坐力炮射击时的支点，由支架、方向机、高低机、脚架组成。其与瞄准装置配合，赋予无后坐力炮射角、射向。
支架
支架用于支承炮身，是方向回转的主体，由支架体及耳轴固定器等组成。支架体前部设有高低机支臂，用于连接高低机。支架体下部设有基轴，基轴插入脚架的架体轴孔内。耳轴固定器位于支架体上部，由锁把、锁把轴及锁把簧组成。锁把轴是炮管与炮架的连接件，也是炮管俯仰的心轴。
当锁把被扳动到下方位置时，锁把簧顶锁把轴使其头部向支架体内伸出，卡在炮身耳轴的凹槽内，使炮身固定在支架上。当向上扳动锁把到位时，锁把轴头部缩入支架体内，此时，锁把轴从炮耳轴凹槽内脱出，炮身可从炮架上卸下。
方向机
方向机由手轮、方向解脱手柄、螺杆、螺筒、外筒、方向机支臂及松紧套箍等组成。
手轮设在炮身右侧，手轮用销子与螺杆固定连接，转动手轮时螺杆转动，因螺杆与螺筒以螺纹相配合，螺杆即迫使螺筒移动。螺筒的末端设有圆孔，用以穿入连接螺将螺筒固定在高低机支臂的下部。外筒用于防护螺杆、螺筒，其用螺栓固定在方向机支臂下方。
方向机支臂上带开口的松紧套箍套在脚架体的圆环部，并用螺栓、方向解脱手柄箍紧。向上扳起方向解脱手柄，松紧套箍被放松，炮手可大幅度调整炮身的方向。向下压紧方向解脱手柄，松紧套箍则紧定在脚架体的圆环部上，方向机支臂不能相对脚架转动，此时只能转动方向机手轮，微调炮身的方向。方向机手轮转动一周，炮身转动为34.3 密位。
高低机
高低机采用螺栓安装在高低机支臂上，由锥形齿轮、横齿轮、手轮、螺杆、螺筒、外筒、齿轮箱、松紧套箍、高低解脱手柄等组成。
高低机的螺杆、螺筒与外筒的结构、工作原理与方向机的类似，但高低机增设有锥形齿轮、横齿轮。增设这两个齿轮的目的是，将水平方向的力变成垂直方向的力。具体地说，为便于炮手操作，高低机手轮的转动是绕其水平轴进行的，产生的是一种横向力。但高低机的作用是使炮身俯仰，如何将横向力转变成垂直方向的力？采用锥形齿轮即可以达到这一目的。因高低机的横齿轮与手轮轴通过销子固定在一起，横齿轮、螺杆与锥形齿轮啮合。转动手轮，横齿轮带动锥形齿轮转动，锥形齿轮带动螺杆转动，从而实现炮身的俯仰。
为了防尘，高低机下部设有齿轮箱，锥形齿轮、横齿轮设在齿轮箱内。螺筒上端的连接孔用于架炮时插入高低机连接座的连接轴。向上扳动高低解脱手柄，松紧套箍被放松，炮手可大幅度调整炮管的俯仰。向下压紧高低解脱手柄，松紧套箍被紧定，此时只能转动高低机手轮，精确调整炮管的俯仰。高低机手轮转动一周，炮口高低移动14.7 密位。
三脚架
三腳架用于承托支架和赋予火炮一定的火线高度，由脚架体、架腿、固定筒、齿板座与架腿轴等组成。
脚架体上端设有基轴孔，用于安装支架的基轴。脚架体左侧设有上背带环，右架腿下部设有下背带环，加装炮架背带后便于携行。脚架体下端设有3个轴孔，使用架腿轴分别与3个架腿连接。固定筒用于带动齿板座上升或下降，以紧定或解脱架腿。固定筒旋接在架腿上部的螺纹上，并采用固定筒簧排除两者之间的轴向间隙。固定筒上方设有齿板座，齿板座上设有齿纹，旋紧固定筒时，齿板座向上移动，其齿纹与脚架体的齿纹啮合，使架腿固定在一定的位置。脚架体内装有弹簧与销套，当销套与架腿上的锥孔对正时，销套在弹簧的作用下即卡入锥孔中并发出“咯”声，以表示火线高为最大火线高（680 毫米）。此时不得继续向内收缩架腿，否则火炮重心上升，架腿间跨距减少，射击时稳定性变差，易造成翻炮事故。

### 瞄准装置
PW-78B的瞄准装置由机械瞄具、白光瞄准镜及瞄准镜固定器组成。
机械瞄具
机械瞄具由准星机构与表尺机构组成。其是一种应急备用瞄准装置，射击精度不高，通常是在白光瞄准镜损坏或出现较大误差来不及进行检查和规正时使用。
准星机构由准星、准星板、护圈、定位簧片、护罩及准星座等组成。准星旋接在斜置的准星板上，其外部设有护圈。定位簧片插在准星座内，可使准星确实固定干战斗（竖起）或行军（放倒）状态。护罩位于准星座后端，在准星处于放倒状态时，其起到保护作用。准星座通过其下部的燕尾槽装于炮身前部的燕尾突起上。
表尺机构由表尺、卡锁、游标、照门、护罩及表尺座等组成。表尺可竖起或放倒在表尺座上，其右侧刻有分划，并标有“0、2、4......10”，表示射程为0公尺、200公尺、400公尺......1,000公尺，数字上方刻有“甲”字，表示用破甲弹射击时使用此分划。
表尺右侧边缘刻有多个Ｖ形槽，用于与卡锁配合，将游标固定在相应的位置上。卡锁及卡锁簧装在游标的一端，照门固定在游标上。使用时，炮手用手捏动卡锁的一端及游标的另一端，可将游标移动到所需的距离分划上，然后通过照门、准星进行瞄准。
白光瞄准镜
白光瞄准镜用于直接和间接瞄准。由镜身、俯仰装置、方向装置、表尺装置及本体等组成。其质量1.3公斤，放大倍率3.5倍，视场12°，俯仰分划±300密位，方向分划6,000密位，表尺分划—100～＋800密位。
镜身前部设有物镜，后部设有目镜，内部装有复合棱镜与分’划镜等光学部件。镜身右侧上方设有照明窗及照明具插座，用于夜间射击时安装照明具，以照明镜内分划；左侧上方设有照门，其与炮身上的准星配合瞄准，以使瞄准镜视轴与炮身轴线概略一致。
分划镜上设有距离分划、大／小漏斗形分划及网格分划，这些分划可用于对坦克进行测瞄，其设置型式以俄军T-62坦克（该型坦克长6.9公尺，宽3.2公尺）为参照目标，对付其他类型的坦克，应修正由坦克的尺寸不同而产生的测距误差，通常是通过预先加减表尺分划而后再进行测瞄。
距离分划位于分划镜中央，呈上下排方式，其“⊥”符号下面的数字为距离标记，从上到下“+、1／1、1／2、1／3......1／10”分别表示从“+”字中心到“⊥”符号的距离为100公尺、200公尺、300公尺……1,000公尺。从+字刻线的中心到其竖线末端表示50公尺，+字刻线的竖刻线末端到“⊥”竖刻线的顶端表示25 公尺，“⊥”竖刻线全长表示25公尺，“⊥”横刻线到其数字顶端表示25公尺，到数字末端表示50公尺。这样设置刻线的目的是在射击距离不是整百米时起到精确判断作用，以提高射击精度。
距离分划两侧设有测瞄合一的漏斗形曲线。较小的两条曲线称小漏斗，用于对正面宽度为3.2公尺及其航路角（航路角是坦克运动方向与火炮射向的夹角）为0～30°时的运动坦克进行测瞄；大漏斗用于对长度为6.9公尺或航路角为30～90°时的运动坦克进行测瞄。大（小）漏斗适用对俄军T-62坦克射击，若坦克型号不是T-62，应修正坦克宽度不同而产生的测距误差，通常是通过预先加减表尺分划而后再进行测瞄。
大漏斗两侧为测定方向提前量及用于方向、距离修正的网状形分划。左右各10个网格（含大漏斗曲线），每个网格为5密位，左右各50密位，每隔两个网格设有数字标记“1、2、3、4、5”，表示10、20、30、40、50密位。
俯仰装置用于高低瞄准，由俯仰本分划机构与俯仰补助分划机构组成。
俯仰本分划机构设在镜身右侧下方，由俯仰本分划环、连接轴、盖板及螺钉等组成。俯仰本分划环套装在连接轴上，盖板通过4个螺钉固定在连接轴侧面。转动该分划环，连接轴随其转动，可大幅度调整镜身的俯仰。俯仰本分划环上设有刻线，中央长刻线右端标有“0”标记，长刻线的上下各有3条短刻线，相邻两条短刻线之间的俯仰值为100密位，上下各300密位。当向下转动分划环时，镜身俯仰向上。反之，镜身俯仰向下。
俯仰补助分划机构设在镜身的左侧下方，由俯仰补助分划环、俯仰补助转螺及固定螺等组成。俯仰补助分划环位于镜身下方后端，俯仰补助转螺位于镜身下方前端，二者用固定螺连接在一起。转动俯仰补助转螺，俯仰补助分划环随其转动，可精确调整镜身的俯仰。俯仰补助分划环上相邻两条刻线之间的俯仰值为1 密位，每隔10条刻线设有“0、10、20、30......90”标记，共100密位。
方向装置用于方向瞄准，由方向本分划机构与方向补助分划机构组成。
方向本分划机构设在本体上方，由方向本分划环、压圈、螺钉、方向解脱子、方向蜗杆及螺帽等组成。方向本分划环上相邻两条刻线之间的方向值为100密位，每隔5条刻线设有“0、10、15、20、25......55”标记，共6,000密位。方向解脱子通过螺帽固定在方向蜗杆上，压下方向解脱子，镜身即可大幅度转动以捕捉目标。
方向补助分划机构设在本体左侧，由方向补助分划环、方向转螺及固定螺等组成。方向补助分划环通过固定螺固定在方向转螺上，转动该分划环，可精确调整镜身的方向。该分划环上相邻两刻线之间的方向值为1密位，每隔10条刻线设有“10、20、30......90”标记，共100密位。
表尺装置由表尺本分划机构与表尺补助分划机构组成，用于装定表尺分划，与高低机配合赋予火炮射角。，表尺本分划机构设在本体右侧，由表尺本分划弧片、指示片、松紧套箍及螺钉等组成。表尺本分划弧片固接在本体上，其相邻两刻线之间的表尺值为100密位，并设有“0、2、4、6、8”标记，上为负下为正，“0”上仅有1格为—100密位，“0”下设有8格为＋800密位。松紧套箍套装在瞄准镜插轴上，指示片设有指示刻线，用2个螺钉固定在松紧套箍的开口部。旋松2个螺钉，可移动指示片，使其指示刻线对正表尺本分划弧片的所需刻线。
表尺辅助分划机构设在本体后部，由表尺补助分划环、表尺转螺及固定螺组成。表尺补助分划环的固定方式与刻制型式与方向补助分划环的完全相同。
本体用于安装方向、表尺装置及插轴，其上刻有表尺本、补助分划指示标线与方向补分划指示标线。而方向本分划指示标线刻在方向分划环上，方向本分划指示环设在本体上方。本体右侧固定有插轴，用于插入炮身上的瞄准固定器中，使瞄准镜固定在炮身上。倾斜、高低水准器分别固定在本体后方与左侧，用于察看瞄准镜的横向、纵向水平。水准器内装有荧光剂，以供夜间使用。
瞄准镜固定器
瞄准镜固定器用于固定瞄准镜以及调整瞄准镜横向水平，由插座、座筒、固定轴、固定轴簧、锁栓、扳手及倾斜调整螺等组成。
插座安装在座筒前部，其横向上设有圆形插孔，用于插入瞄准镜的插轴。当向上扳动扳手到位时，锁栓带动固定轴向后运动，同时压缩固定轴簧。此时固定轴的缺口向上，恰好位于插座圆形插孔位置，瞄准镜的插轴可顺畅插入插座内。当瞄准镜的插轴插到位时，向下扳动扳手，固定轴在固定轴簧的作用下向前运动，固定轴的锥形部即卡在瞄准镜插轴下部的凹处，使瞄准镜正确定位。倾斜调整螺旋接在座筒下方，转动该调整螺，其带动插座左右转动，从而使瞄准镜也左右转动，以调整瞄准镜的横向水平。插座与座筒上分别刻有一条零位刻线（为白色），两条刻线对正时，即瞄准镜倾斜水准器的气泡轴与炮耳轴在横方向上平行。

### 附件
附件由象限仪、照明器材、测风仪、多用支架、检查规、校靶器、复拨工具、组合扳手、冲头、炮口护圈及耳塞等组成。
象限仪
象限仪用于检查瞄准装置、测量并赋予火炮射角，由本体、套管、解脱手柄、细分划环等组成。本体下部的基座上设有白色箭头，用于指示方向。本体上装有度盘、蜗轮和水准器。度盘上刻有分划，其相邻两条刻线之间的密位值为50密位。套管内装有蜗杆和扭簧。其右端设有解脱手柄，左端设有细分划环及手轮。细分划环上也设有分划，其相邻两条刻线之间的密位值为1密位。当按动解脱手柄到位时，解脱手柄使蜗杆脱开蜗轮，此时可单独旋转度盘，进行大幅度的密位调整。松开解脱手柄，转动手轮，细分划环随之转动，以精细调整密位。细分划环与度盘的联动关系是，当细分划环旋转一周，则度盘转过一个分划格值（5 密位）。
照明器材
照明器材由瞄准镜照明具、班长照明具及标灯组成。瞄准镜照明具供夜间照明瞄准镜分划，由电池盒、照明窗插头、方向分划照明插头、俯仰照明分划插头（三个插头内均含灯泡）及连接导线等组成。使用时，将照明窗插头插在照明窗上，将方向分划照明插头、俯仰分划插头分别插在方向、俯仰插座上，打开电源开关，即可照明。班长照明具供班长夜间照明用，由电池盒、卡夹、灯头及导线等组成。使用时，将电池盒的卡夹卡在腰带上，将灯头上的卡夹卡在衣服的前襟上，打开电源开关，即可照明。标灯供夜间显示标定点的位置。使用时，将电池装入电池盒内，标灯固定在预先选好的标定点或标杆上，打开开关，即可使用。
测风仪
WVM-1型测风仪由风压板、风压轴、框架、刻度尺与支杆等组成。其中，风压板是测风的感应元件，在风压的作用下相对框架自由摆动，刻度尺上刻有风速值的刻度，根据风压板摆动的位置，读取风速值。
该测风仪测风速范围0～10米／秒，误差正负0.5米／秒。为了使测得的风速能够准确反映弹道风的实际情况，选择测风位置时，尽量选择开阔地。将其置于距地面高度1～1.5公尺、距火炮2～3公尺处。由于风的阵性，风压板不停地摆动，测风时根据实际情况读取平均值。
多用支架
多用支架可用作标杆、标灯杆、擦拭杆等，并可在肩射时作为托炮的支架，具有多种用途。支架上设有锁紧套箍，用于调整支架杆长度。作为标杆使用时，不安装刷头和托架，利用支架杆身上的红白相间颜色作为标记点。作为标灯杆使用时，支架杆上端插入托架，将标灯上的卡簧插入托架的槽内。擦拭炮膛时，取下托架，将刷头与多用支架头部的螺纹旋合即可使用。用作油刷时，旋开刷头上的油瓶盖即可使用。肩射时，旋下刷头，将托架插入多用支架头部，利用锁紧套箍调整支架的高度，以适应炮手肩炮的合适位置。
检查规
检查规的大缺口用于测量炮闩内调孔板宽度，两个小缺口用于测量击针突出量。
校靶器
校靶器用于火炮零位与零线的检查及规正。
复拨工具
复拨工具用于当击发不发火时，从炮身上部或下部用复拨工具插入击锤和闩体耳槽之间，向前复拨击锤使其到位。
组合扳手
组合扳手具有多种功能，其两端设有大小扳手，用于旋松或旋紧无后坐力炮上的各种螺母，中间的两个突起用于旋松握把护板的螺钉，下部的两个圆柱形突起用于旋松炮闩上的限制螺。

## 炮弹
PW-78主要配用增程破甲弹、杀伤榴弹及杀伤燃烧弹3个弹种。其中，增程破甲弹是该炮的主用弹种，用于击毁敌轻中型坦克、自行火炮、装甲车及登陆工具。为了提高增程破甲弹的破甲威力，中国军工部门对其进行改进，又研制出Ⅰ型增程破甲弹、Ⅱ型增程破甲弹。

### 增程破甲弹
PW-78的增程破甲弹由引信、战斗部、增程发动机、尾翼稳定装置及发射装药等组成。全弹质量4.37公斤，全弹长780毫米，直射距离500公尺，初速252米／秒，破甲威力150毫米／65°。平时，每发安装有引信、捆绑有发射药包的炮弹封装在1具圆形的防潮筒内。3具封装有炮弹的防潮筒装在1个炮弹箱内。
Ⅰ型增程破甲弹是增程破甲弹的改进产品，其结构、外形尺寸及弹道性能与增程破甲弹基本相同，主要改进了药形罩的结构形式，以进一步提高破甲威力。增程破甲弹采用单锥角药形罩，锥角为50°。Ⅰ型增程破甲弹采用双锥角药形罩，小锥角为36°，大锥角为62°，破甲威力达150 毫米／68°。
Ⅱ型增程破甲弹是Ⅰ型增程破甲弹的改进产品，破甲威力提高到180毫米／68°，其采用双环境力保险机构及擦地炸的DRD10型机电引信。该引信炮口保险距离12公尺，距炮口40公尺外可靠解除保险，以确保安全。而增程破甲弹、Ⅰ型增程破甲弹采用的电-1己引信的炮口保险距离仅3公尺。
引信
PW-78的增程破甲弹配用的电-1己引信为全保险型压电引信，其基本作用原理是：压电晶体受到撞击时产生电流，电流经导线传人电雷管，从而引爆炮弹。压电引信瞬发性高，大着角发火性高，灵敏度高。
电-1己引信由压电晶体装置和机械装置组成，这两个装置由导线相连分别设在战斗部的风帽上端和弹壳内下部。
压电晶体装置
压电晶体装置是引爆电雷管的电能源，其由压电晶体、导电机构及护帽组成。
压电晶体是利用具有压电效应的晶体材料（钛酸钡、锆钛酸铝等）制成，当炮弹头部碰击目标时受压产生脉冲电流，以提供引爆电雷管的电能源。
导电机构用于将晶体机构与接电机构导通，由电极插销、电极插座、导线及绝缘座等组成。
护帽设在风帽的前端，平时用于保护压电晶体，当炮弹头部碰击目标时，护帽受压变形挤压压电晶体，使产生的电流通过导电机构流向位于弹底的引信机械装置。
机械装置
机械装置由本体、接电机构、导爆机构及膛内保险机构组成。
本体是连接接电机构、导爆机构、瞠内保险机构的主体，其底部中间的通孔用于安装接电机构，上部安装有导爆机构，侧面安装有膛内保险机构。
接电机构由接电筒、接电筒簧、接电筒座等组成。平时，接电筒在接电簧的作用下向上抵在回转体的定向槽内。
导爆机构由电雷管、导引药、传爆药等组成。电雷管设在回转体上的孔内，内装黑索金炸药。导引药设在本体中部，传爆药设在本体上部。
膛内保险机构用于保证引信平时状态的安全和发射时在膛内的安全，其由惯性筒、惯性簧、套筒、钢珠、回转体及扭转簧等组成。惯性筒与惯性簧装入本体内部侧面的通孔内，并以套筒压紧。钢珠设在本体座上的斜形通孔内，回转体设于接电筒上方。
平时，惯性筒在惯性簧的作用下向上堵住斜形孔并挤压钢珠卡入回转体的钢珠槽内，使其不能回转，从而使回转体上的电雷管孔不能对正接电筒。此时即使护帽受压变形，压电晶体电流导入接电筒，电雷管也不可能被引爆，即引信处于保险状态。
发射时，由于炮弹的惯性作用，惯性筒向下压缩惯性簧，当惯性筒下降到位时，钢珠从斜形孔滚入惯性筒的锥孔内；同时回转体也由于惯性的作用，产生偏心力矩和摩擦力矩（与扭转簧力相反），但此时两力矩之和大于扭转簧的扭转力矩，回转体在膛内不能回转，即回转体上的电雷管孔不能对正接电筒。因此，炮弹在膛内运动时引信是安全的。
炮弹飞出炮口后，回转体的偏心力矩和摩擦力矩减小，在扭转簧力矩的作用下即开始迅速回转，当回转体回转到其雷管孔对正接电筒位置（炮弹飞出炮口约3公尺）时，接电筒向上运动并且其顶部抵住电雷管，从而使引信完全解脱保险，处于待发状态。
碰击目标时，护帽受压变形并对压电晶体施压，压电晶体产生电流并通过导线、接电筒等导入电雷管使其爆炸，电雷管爆炸引爆导引药、传爆药直至引爆战斗部内的主、辅助药柱。
战斗部
战斗部由风帽、壳体、塑料筒、药形罩、主药柱、辅助药柱、纸垫圈及隔板等组成。
风帽是用铝合金制成的圆锥形薄壳，其作用是减小空气阻力，提供有利炸高。风帽的顶部设有环形凸起，用以安装引信的压电晶体装置，风帽底部以螺纹与壳体旋接。
壳体为圆筒形，其外表面设有“82-78破”标记，以便于识别。塑料筒套装在壳体内，其内部设有药形罩、主药柱、辅助药柱、纸垫圈及隔板。
药形罩由紫铜制成，呈漏斗形。主药柱的上部为空心锥形结构，故也称其为空心装药。药形罩压装在主药柱的空心内，并装在壳体内部。药形罩上部设有纸垫圈，其作用是在风帽与壳体旋接后，药形罩被轴向压紧，防止炮弹碰击目标时药形罩轴向窜动。辅助药柱设在塑料筒上部，其上设有圆锥面。隔板为圆锥形塑料件，装在辅助药柱的圆锥面上，用于改变爆轰波形，增大药形罩的作用冲量，提高破甲威力。主、辅助药柱外表面均设有纵向导线槽，用于铺设引信导线。
该增程破甲弹采用带药形罩的空心装药这一特殊结构，利用空心装药“聚能效应”的原理进行破甲。当命中目标时，引信发火，引爆主药柱、辅助药柱。炸药爆炸产生高速爆轰波。爆轰波挤压金属药形罩并使其迅速变形熔化，形成直径小、速度高、压力大的聚能金属射流。金属射流高速撞击装甲表面，如同高速水流（如喷枪）冲击软土而产生孔穴一样，迫使装甲产生孔穴并不断加深，直至穿透装甲。穿透装甲的金属射流可杀伤装甲内部的人员，破坏器材，引起弹药爆炸或油料燃烧。
增程发动机
增程发动机是炮弹增程飞行的动力机构，由燃烧室、点火具、助推药、喷管座、喷管及挡药板等组成。
燃烧室用于提供助推药燃烧的空间，其内部设有点火具及19根圆柱形空心助推药等，上部以螺纹与战斗部的壳体连接。
点火具用于点燃助推药，由火帽、撞针、撞针簧、延期药、黑火药等组成。其中，延期药经过一定的延时燃烧，使炮弹在飞出炮口约40公尺处开始点燃黑火药，而黑火药立即点燃助推药。
喷管座下部设有4个对称的圆孔，用于连接喷管，喷管呈喇叭形，其喇叭口内装有紫铜密封塞、泡沫锥形塞，外部用玻璃纸套密封，以防助推药受潮。
发射时，点火具内的撞针在惯性作用下压缩撞针簧并使火帽发火，火帽发火后点燃延期药，延期药经过一定的延时燃烧，使炮弹在飞出炮口约40 公尺处开始点燃黑火药，而黑火药立即点燃助推药。助推药燃烧产生的燃气压力达到一定值后，推出紫铜塞、泡沫锥形塞及玻璃纸套，然后向后高速喷出，使炮弹获得增程飞行的动能。
挡药板由中碳钢制成，设在助推药与喷管座之间。挡药板的主要作用是挡住19根助推药后移；挡药板上设有排气孔，以便于助推药燃烧后燃气能顺畅向后喷出。
尾翼稳定装置
尾翼稳定装置起到保持炮弹飞行稳定的作用，由尾管、尾翼、涡轮及定位板等组成。
尾管以螺纹与增程发动机的喷管座连接，其内为空腔，用于安装点火管。尾管上部设有12个传火孔，下部设有8个传火孔，点火管燃烧的火焰经由这些传火孔传出，以点燃发射装药。
4片尾翼设在尾管外部，平时呈折叠状态。炮弹飞出炮口后展开，并使炮弹微旋以保持其飞行稳定。涡轮设在尾管末端，由4个轮翼组成。每个轮翼上均设有斜面，与弹轴的倾角呈30°，用以使炮弹在膛内微旋，出炮口后与展开的尾翼配合以保持炮弹飞行稳定，从而提高命中精度。定位板呈圆形，用于装填到位时抵住炮尾内的凸环，以使炮弹轴向正确定位；发射时，定位板在膛内起到控制炮弹启动压力的作用，其在火药燃气压力达到一定值时被击碎并从炮闩的后喷口抛出。
发射装药
该弹与迫击炮弹类似，采用捆绑在尾管上的发射药包发射。发射药包内装发射装药。
发射药包由4条长条形布袋缝合而成，并以布带绑扎在尾管外部，其内装有条状发射药。
全弹的作用过程是：装填时，炮弹靠定位板轴向定位。发射时，无后坐力炮撞针撞击炮弹底火，从而点燃位于尾管内的点火管，点火管内的黑火药通过传火孔引燃发射药包。发射药包燃烧产生的高压燃气将炮弹加速推出炮膛。同时，部分燃气流经涡轮向炮尾喷出，由于涡轮上的4个轮翼带有斜角，所以炮弹在膛內即开始旋转。炮弹飞出炮口后，4片尾翼展开，使炮弹继续旋转，直至撞击目标。

### 杀伤榴弹
杀伤榴弹帯有固定式尾翼，用于杀伤敌暴露的有生力量。其由引信、战斗部、尾翼稳定装置及发射装药等组成。全弹质量4.45 公斤，全弹长585毫米，初速200米／秒，最大射程2,000公尺（2,187.23码）以上，密集杀伤半径不小于20公尺（21.87码）。
引信
引信采用DRU04型弹头触发引信。平时，该引信不安装在炮弹头部，而是密封在引信盒內，置于炮弹箱內。炮弹的头部旋接有黑色塑料堵头，以防灰尘进入。使用时，旋下堵头，将引信旋在炮弹头部。
战斗部
战斗部由壳体、炸药等组成。壳体纠、部有“DWSI／PW78-82”标记，以便于与其他弹种识别。壳体采用预制破片结构，并且其闭柱部设有许多直径为5 毫米的杀伤钢珠，采用高压聚乙烯将这些钢珠固定在一起。壳体内部装填黑铝-72炸药，采用热塑态装药法装填，以提高杀伤威力。
尾翼稳定装置
尾翼稳定装置由固定式尾翼、稳定环、定位板、挡药板及螺盖组成。其既是炮弹的稳定装置，又是固定发射装药的装置。4个固定式尾翼均采用倾斜角设计，并设在稳定环内部，呈对称分布。稳定环外表面设有许多斜槽，借助空气动力使炮弹微旋，以提高命中精度。定位板套装在弹尾后部，并用螺盖固定。定位板在膛内起轴向定位作用，其上设有许多小孔，以便干在发射装药燃气压力的冲击下破碎。档药板也套装在尾管上，以防止尾翼磨破药包。
发射时，撞针击发底火，底火点燃点火管内的黑火药，黑火药的火焰通过尾管传火孔点燃药包内的发射装药，发射装药燃气压力在瞠内达到一定值时，定位板破碎，炮弹起动，发射装药燃气从炮尾喷出，炮弹以一定的速度飞向目标。当击中目标时，引信起爆炮弹，炮弹爆炸后，以钢珠和弹体破片杀伤有生目标。
发射装药
发射装药由发射药包、点火管和底火组成。
药包内装有双基小粒药，用布带捆紧绑在尾管上。点火管的管壳由硝化棉制成，内装纸制传火管，传火管内装黑火药。
为保证运输储存安全，杀伤榴弹采用非全备弹（即引信平时不装在炮弹上）包装形式。装配好的非全备弹装入玻璃钢防潮筒内，以防受潮。防潮筒由玻璃钢筒体、密封盖、卡环和橡胶垫等零部件组成，每个玻璃钢防潮筒内装有1发非全备弹。为便于运输和储存，将装有非全备弹的玻璃钢防潮筒及装有引信的引信盒装入包装箱内，每箱各装3发杀伤榴弹及3枚引信。

### 杀伤燃烧弹
杀伤燃烧弹用于杀伤伞兵及暴露的有生力量，摧毁敌火力点、各种工事、轻型装甲车辆，同时以大量的火种点燃目标的易燃物、被服品及野地干草等，具有对有生目标造成杀伤、烧伤的复合效果。
杀伤燃烧弹为低速微旋固定式尾翼无后坐力炮弹，全弹质量4.45公斤，全弹长585毫米，初速200米／秒，密集杀伤半径不小于20公尺。
杀伤燃烧弹的壳体外部有“DWY／PW78-82”标记。在壳体上除设有杀伤钢珠外，还设有一个海绵锆环的燃烧件（也称纵火件），燃烧件是由粒度为1～5毫米的许多合金颗粒，按一定配比压制而成的，燃烧件的质量为137克。当炮弹爆炸后，借助于炸药爆炸的能量使燃烧件的合金颗粒燃烧，形成具有很高燃烧温度的火种，对目标区内的有生力量及易燃物品造成杀伤和纵火燃烧。
与PW-78的杀伤榴弹相比，杀伤燃烧弹除上述结构外，其余结构及作用原理均相同。

## 使用國
- 中华人民共和国：曾经被中国人民解放军所採用，目前正开始被98式反坦克火箭筒所取代。

## 資料來源
1. 1 2  .   [2013-08-28]. （原始内容存档于2008-01-09）.

## 外部連結
- （英文）—weaponsystems.net－B-10（页面存档备份，存于）
- （英文）—Sinodefence.com—Type 65/78 Recoilless Anti-Tank Gun
- （英文）—Chinese Infantry Heavy Weapon & Small Arms | China Defense Mashup
- （英文）—Chinese Defence Today—TYPE 78/65 82MM RECOILLESS GUN